# Sud Aviation
Sud Aviation war ein französisches Luftfahrtunternehmen mit Sitz in Toulouse, das in den 1950er Jahren als größter europäischer Hersteller von Flugkörpern galt. Das vermutlich bekannteste Muster des Herstellers war die Sud Aviation Caravelle.

## Geschichte
Im Jahr 1957 fusionierten die staatlichen Luftfahrtunternehmen Ouest Aviation (bis 1956 SNCASO) und Sud Est Aviation (bis 1956 SNCASE) zur Sud Aviation. Hubschrauber, die nach der Fusion entwickelt wurden, bekamen das Präfix „SA“, ältere noch in der Produktion befindliche Modelle behielten ihre Bezeichnungen (z. B. die Versionen SE-3160 und SA-316 der Alouette III).
Neben den bekannten und kommerziell erfolgreichen Hubschraubern produzierte Sud Aviation das erste strahlgetriebene Kurz- und Mittelstrecken-Verkehrsflugzeug der Welt: die Caravelle. Nachdem Sud Aviation 1967 den Hersteller Potez Air Fouga übernommen hatte, wurde auch die Fouga Magister weiter produziert. 1967 und 1968 war der NS-Kollaborateur Maurice Papon Generaldirektor.
Im Jahr 1970 fusionierte Sud Aviation mit Nord Aviation und SÉREB zur Société Nationale Industrielle Aérospatiale (SNIAS), heute Teil der Airbus Group.